# Andromeda in piedi e Perseo
Andromeda in piedi e Perseo (Andromède debout et Persée) è un dipinto del pittore franco-svizzero Félix Vallotton, realizzato nel 1918 e conservato in una collezione privata in Svizzera.
Uno studio a matita di Andromeda è stato venduto all'asta da Christie's nel 2003.

## Descrizione
Il soggetto di questa tela è tratto dalla mitologia greca: si tratta del salvataggio di Andromeda, la principessa dell'Etiopia, da parte dell'eroe Perseo, che sconfigge un mostro marino chiamato Ceto. Nel corso della sua vita, Vallotton riprese più volte questo episodio mitologico: al 1918 e al 1925 risalgono due dipinti ritraenti Andromeda incatenata allo scoglio, mentre nel 1910 l'artista aveva ritratto lo scontro tra l'eroe e la creatura marina in Perseo che uccide il drago, anche se si era preso molte libertà (il mostro, per esempio, ha l'aspetto di un coccodrillo).
Anche in questo caso, come in molte opere a tema mitologico dell'artista, sono presenti molte differenze con le opere realizzate nei secoli precedenti su questo tema artistico. Andromeda non è incatenata, ma è in piedi e cerca di richiamare l'attenzione di Perseo, che cavalca Pegaso e sembra dividere in due il cielo nero che fa da sfondo. Andromeda è caratterizzata da un colorito della pelle di un rosa molto acceso. Ceto non sembra una creatura marina, quanto piuttosto l'incrocio tra un toro e un serpente verde. Lo stile pittorico e l'ambientazione presentano  influenze espressioniste.